# Jmeniny v Polsku
Jmeniny (imieniny) jsou v Polsku často slaveny stranou od narozenin. Většina kalendářů obsahuje několik jmen na každý den. Při oslavě jmenin se obvykle přátelé a rodina sejdou u oslavence doma u společného oběda, podobně jako u oslavy narozenin. Občas se zpívá píseň „Sto lat“ (většinou zpívaná při oslavě narozenin). Oslavenec dostává dárky jako při narozeninách. Oslavy jmenin jsou někdy v Polsku populárnější než oslavy narozenin.

## Státní svátky
- Velikonoční pondělí
- Boží Tělo = Corpus Christi (Tělo Krista)
- Nanebevzetí Panny Marie = Assumption of Virgin Mary
- 1. leden – Nový rok
- 1. květen – Den práce
- 3. květen – Den ústavy
- 1. listopad – Všech svatých
- 11. listopad – Den nezávislosti
- 25. prosinec – Boží hod vánoční
- 26. prosinec – Druhý svátek vánoční

## Kalendář jmenin vPolsku
| Leden 1. Mieszko, Mieczysław 2. Izydor, Grzegorz 3. Danuta, Zdzisław 4. Elżbieta, Aniela 5. Hanna, Edward, Szymon 6. Kacper, Melchior, Baltazar 7. Lucjan, Julian 8. Seweryn, Juliusz 9. Adrian, Marcelina 10. Danuta, Wilhelm 11. Honorata, Matylda 12. Ada, Benedykt, Arkadiusz 13. Bogumiła, Weronika 14. Feliks, Nina 15. Paweł, Arnold, Izydor 16. Marcela, Włodzimierz 17. Antoni, Jan 18. Małgorzata, Piotr 19. Henryk, Marta 20. Fabian, Sebastian 21. Agnieszka, Jarosław 22. Anastazy, Wincenty 23. Ildefons, Rajmund 24. Rafał, Felicja, Franciszka 25. Paweł, Miłosz 26. Tymoteusz, Michał 27. Aniela, Jerzy 28. Walery, Karol 29. Franciszek, Józef 30. Maciej, Martyna 31. Jan, Marcela, Ludwika | Únor 1. Brygida, Ignacy 2. Maria, Mirosław 3. Błażej, Oskar 4. Andrzej, Józef, Tytus 5. Agata, Adelajda 6. Dorota, Bogdan, Paweł 7. Ryszard, Teodor 8. Hieronim, Sebastian 9. Apolina, Eryka, Cyryl 10. Elwira, Jacek 11. Grzegorz, Lucjan 12. Radosław, Damian 13. Grzegorz, Katarzyna 14. Cyryl, Metody 15. Jowita, Faustyn 16. Danuta, Julian 17. Aleksy, Łukasz 18. Szymon, Konstancja 19. Arnold, Józef, Konrad 20. Leon, Ludomir 21. Robert, Eleonora 22. Marta, Małgorzata 23. Romana, Damian 24. Maciej, Marek 25. Cezary, Donat 26. Mirosław, Aleksander 27. Gabriel, Anastazja 28. Roman, Ludomir *V přestupném roce se k 29. únoru neváže žádné jméno. | Březen 1. Albin, Antoni 2. Helena, Halszka 3. Maryna, Kunegunda 4. Arkadiusz, Eugeniusz, Kazimierz 5. Adrian, Fryderyk 6. Róża, Wiktor 7. Tomasz, Felicyta 8. Beata, Wincenty 9. Franciszka, Dominika 10. Cyprian, Aleksander 11. Benedykt, Konstantyn 12. Alojzy, Bernard 13. Bożena, Krystyna 14. Leon, Martyna 15. Longin, Klemens 16. Izabela, Oktawia 17. Patryk, Zbigniew 18. Cyryl, Edward 19. Józef, Bogdan 20. Klaudia, Eufemia 21. Ludomir, Benedykt 22. Katarzyna, Bogusław 23. Pelagia, Feliks 24. Marek, Gabriel 25. Mariola, Wienczysław 26. Emanuel, Larysa, Teodor 27. Lidia, Ernest 28. Aniela, Jan 29. Wiktoryn, Helmut 30. Aniela, Leonard 31. Beniamin, Balbina | Duben 1. Grażyna, Irena 2. Wladysław, Franciszka 3. Ryszard, Irena 4. Benedykt, Izydor 5. Katarzyna, Wincenty 6. Izolda, Ireneusz 7. Rufin, Donat 8. Dionizy, Julia 9. Maria, Dymitr 10. Michał, Makary 11. Filip, Leon 12. Damian, Juliusz 13. Przemysław, Ida 14. Berenika, Walerian 15. Ludwina, Wacława 16. Cecylian, Bernadeta 17. Robert, Rudolf 18. Alicja, Bogusław 19. Adolf, Tymon 20. Czesław, Agnieszka 21. Bartosz, Feliks 22. Kazimierz, Łukasz 23. Jerzy, Wojciech, Idzi 24. Aleksy, Horacy 25. Marek, Jarosław 26. Marzena, Maria, Klaudiusz 27. Ludwik, Piotr 28. Paweł, Waleria 29. Rita, Donata 30. Marian, Katarzyna     | Květen 1. Józef, Jeremiasz 2. Zygmunt, Atanazy 3. Maria, Mariola 4. Monika, Florian 5. Irena, Waldemar 6. Filip, Judyta 7. Benedykt, Gizela 8. Ilza, Stanisław, Wiktor 9. Bożydar, Grzegorz 10. Izydor, Antoniny 11. Iga, Ignacy 12. Joanna, Achilles 13. Gloria, Gerwazy 14. Bonifacy, Dobiesław 15. Zofia, Nadzieja 16. Andrzej, Jędrzej 17. Brunon, Paschalis 18. Eryk, Feliks 19. Piotr, Iwa 20. Aleksandr, Bazyli 21. Jan, Wiktor 22. Helena, Wiesław 23. Emilia, Iwona 24. Joanna, Zuzanna 25. Borysław, Grzegorz 26. Filip, Paulina 27. Augustyn, Julian 28. Jaromir, Justyna 29. Magdalena, Bogumiła 30. Karol, Ferdynand 31. Aniela, Petronela | Červen 1. Jakub, Justyn 2. Erazm, Marianna 3. Leszek, Tamara 4. Franciszka, Karol 5. Bonifacy, Walter 6. Norbert, Laurenty 7. Robert, Wiesław 8. Maksym, Medard 9. Anna, Felicjan 10. Bogumił, Malgorzata 11. Barnaba, Radomił 12. Janina, Jan 13. Lucjan, Antoni 14. Bazyli, Eliza 15. Wit, Jolanta 16. Alina, Benon 17. Albert, Ignacy 18. Mark, Elzbieta 19. Gerwazy, Protazy 20. Dina, Bogna 21. Alicja, Alojzy 22. Paulina, Tomasz 23. Wanda, Zenon 24. Jan, Danuta 25. Lucja, Wilhelm 26. Jan, Paula 27. Maryla, Wladysław 28. Leon, Ireneusz 29. Piotr, Paweł 30. Emilia, Lucyca                                                                       |
| Červenec 1. Halina, Marian 2. Jagoda, Urban 3. Jack, Anatol 4. Malwina, Odon 5. Marii, Antoni 6. Dominika, Gotard 7. Benedykt, Cyryl 8. Adriana, Eugeniusz 9. Lukrecja, Weronika 10. Olaf, Witalis 11. Olga, Kalina 12. Jan, Brunon 13. Ernest, Malgorzata 14. Bonawentura, Stelia 15. Dawid, Henryk 16. Eustachy, Maria 17. Aneta, Bogdan 18. Emil, Erwin 19. Wincenty, Wodzisław 20. Czesław, Fryderyk 21. Daniel, Dalida 22. Maria, Magdalena 23. Bogna, Apolinary 24. Kinga, Krystyna 25. Walentyna, Krzysztof 26. Anna, Mirosława 27. Celestyn, Lilia 28. Aida, Innocenty 29. Olaf, Marta 30. Julita, Piotr 31. Ignacy, Lubomir                                                                           | Srpen 1. Alfons, Nadia 2. Karina, Gustaw 3. Lidia, August 4. Dominik, Jan 5. Maria, Oswald 6. Sława, Jakub 7. Klaudia, Kajetan 8. Cyprian, Dominik 9. Roman, Ryszard 10. Bogdan, Borys 11. Klara, Lidia 12. Lech, Euzebia 13. Diana, Hipolit 14. Alfred, Euzebiusz 15. Maria, Napoleon 16. Stefan, Roch 17. Anita, Eliza 18. Ilona, Klara 19. Jan, Bolesław 20. Bernard, Samuel 21. Franciszka, Joanna 22. Maria, Cezary 23. Róża, Apolinary 24. Emilia, Jerzy 25. Luiza, Ludwik 26. Maria, Zefiryna 27. Monika, Cezary 28. Patrycja, Wyszomir 29. Beata, Jan 30. Rebeka, Szczęsna 31. Izabela, Ramona                                                            | Září 1. Bronisława, Idzi 2. Julian, Stefan 3. Izabela, Szymon 4. Ida, Lilianna 5. Dorota, Wawrzyniec 6. Beata, Eugeniusz 7. Regina, Melchior 8. Maria, Adriana 9. Piotr, Sergiusz 10. Łukasz, Mikołaj 11. Jacek, Dagna 12. Radzimir, Gwidon 13. Eugenia, Aureliusz 14. Roksana, Bernard 15. Albin, Nikodem 16. Edyta, Kornel 17. Franciszka, Hildegarda 18. Irma, Józef 19. January, Konstancja 20. Filipina, Eustachy 21. Jonasz, Mateusz 22. Tomasz, Maurycy 23. Bogusław, Tekla 24. Gerard, Teodor 25. Aurelia, Ladysław 26. Justyna, Cyprian 27. Damian, Amadeusz 28. Luba, Wacław 29. Michał, Michalina 30. Wera, Honoriusz                                                    | Říjen 1. Danuta, Remigiusz 2. Teofil, Dionizja 3. Teresa, Heliodor 4. Rozalia, Edwin 5. Igor, Flawia 6. Artur, Brunon 7. Maria, Marek 8. Pelagia, Brygida 9. Arnold, Dionizy 10. Paulina, Franciszka 11. Emil, Aldona 12. Eustachy, Maksymilian 13. Gerard, Edward 14. Alan, Kalikst 15. Teresa, Jadwiga 16. Gaweł, Florentyna 17. Małgorzata, Wiktor 18. Juliusz, Łukasz 19. Pelagia, Piotr 20. Irena, Jan 21. Urszula, Hilaria 22. Filip, Kordula 23. Marlena, Seweryn 24. Rafał, Marcin 25. Daria, Wilhelmina 26. Lucjan, Ewaryst 27. Iwona, Sabina 28. Szymon, Tadeusz 29. Euzebia, Wioletta 30. Zenobia, Przemysław 31. Urban, Saturnin | Listopad 1. Julian, Łukasz 2. Bohdana, Tobiasz 3. Sylwia, Hubert 4. Karol, Olgierd 5. Elżbieta, Sławomir 6. Feliks, Leonard 7. Antoni, Zytomir 8. Sewer, Hadriana 9. Ursyn, Todor 10. Lena, Ludomir 11. Marcin, Bartłomiej 12. Renata, Witold 13. Mikołaj, Stanisław 14. Roger, Serafina 15. Albert, Leopold 16. Gertruda, Edmund 17. Grzegorz, Salomea 18. Roman, Klaudyna 19. Elżbieta, Seweryn 20. Anatol, Sędzimir 21. Janusz, Konrad 22. Marek, Cecylia 23. Adela, Klemens 24. Flora, Emma 25. Katarzyna, Erazm 26. Delfina, Sylwester 27. Walery, Wilgiusz 28. Lesław, Zdzisław 29. Błażej, Saturnin 30. Maura, Andrzej                           | Prosinec 1. Natalia, Eligiusz 2. Balbina, Bibiana 3. Franciszka, Ksawery 4. Barbara, Krystian 5. Saba, Kryspin 6. Mikołaj, Jarema 7. Marcin, Ambroża 8. Maria, Świątożar 9. Wiesław, Leokadia 10. Julia, Daniela 11. Damazy, Waldemar 12. Dagmara, Aleksandra 13. Lucja, Otylia 14. Alfred, Izydor 15. Nina, Celina 16. Albina, Zdzisław 17. Olimpia, Łazarz 18. Gracjan, Bogusław 19. Gabriela, Dariusz 20. Bogumiła, Dominika 21. Tomasz, Tomisław 22. Zenon, Honorata 23. Wiktoria, Sławomira 24. Adam, Ewa 25. Anastazja, Eulalia 26. Jana, Żaneta 27. Teofila, Godzisław 28. Jana, Maksym 29. Dawid, Tomasz 30. Irmina, Eugeniusz 31. Melania, Sylwester |